# 日産・QDエンジン
日産・QDエンジンとは、日産自動車によって1990年代後半 - 2000年代半ばまで生産されていた、直列4気筒のOHVディーゼルエンジンである。排気量は3200ccのみで、日本国内の新基準自動車排出ガス規制への対応が難しく、粒子状物質（黒煙）の排出も多かったTDエンジンの後継（主にTD27系）としてTDエンジンから派生した。そのためTDエンジンとの共通点が多い。
車両用はZDエンジンへ完全移行したが、2024年現在でも三菱ロジスネクスト製フォークリフトに搭載されている。

## バリエーション

### QD32系
3,153cc  水冷 直列4気筒 OHV 渦流室式燃焼室  分配型噴射ポンプ

#### QD32
- 3,153cc 自然吸気
- スペック：（1）100PS（74kW）/3,600rpm　22.5kg・m（221N・m）/2,000rpm
- （2）100PS（74kW）/3,600rpm　21.3kg・m（209N・m）/2,000rpm
- （3）110PS（81kW）/3,600rpm　22.5kg・m（221N・m）/2,000rpm
- （4）105PS（77kW）/3,600rpm　22.5kg・m（221N・m）/2,000rpm
- （5）98PS（72kW）/3,600rpm　22.0kg・m（216N・m）/2,000rpm
- 軽油

#### QD32ETi
- 3,153cc 電子制御インタークーラー付きディーゼルターボ
- スペック：150PS（110kW）/3,600rpm　34.0kg・m（333N・m）/2,000rpm
- 軽油

## 搭載されていた車種
- QD32（1）
  - キャラバン・ホーミー（E24）1996年9月 - 2001年4月（AT）
  - いすゞ・ファーゴ（E24）1996年9月 - 2001年4月（AT）
- QD32（2）
  - キャラバン・ホーミー（E24）1997年5月 - 2001年4月（MT）
  - いすゞ・ファーゴ（E24）1997年5月 - 2001年4月（MT）
- QD32（3）
  - ダットサン（D22）1997年1月 - 2002年8月
- QD32（4）
  - アトラス（F23）1997年8月 - 2004年8月
- QD32（5）
  - アトラス（F23）2004年8月 - 2007年6月
- QD32ETi
  - テラノ（R50）1996年9月 - 1999年2月
  - エルグランド（E50）1997年5月 - 1999年8月
  - いすゞ・フィリー（E50）1997年7月 - 1999年8月

## 不具合
環境対策として日本国内でも導入が始まった脱硫軽油の影響と見られる燃料噴射ポンプの不具合が報告されており、使用過程で、エンジン警告灯の点灯、アイドル回転が上下するハンチング、エンジンストールなどの症状が出る場合がある。その後、噴射ポンプは対策品に切り替えられている。